# Пониква (Шентјур)
Пониква (словен. Ponikva) је насељено место у општини Шентјур, Савињска регија, Словенија.

## Историја
До територијалне реорганизације у Словенији била је у саставу старе општине Шентјур при Цељу.

## Становништво
У попису становништва из 2011. године, Пониква је имала 492 становника.
| Број становника према пописима | Број становника према пописима | Број становника према пописима |
| ------------------------------ | ------------------------------ | ------------------------------ |
| 1991                           | 2002                           | 2011                           |
| 479                            | 479                            | 492                            |

## Галерија
- железничка станица
- експонат на железничкој станици